# Théodore de Savoye
Pour les articles homonymes, voir Savoye.
 (juillet 2025).
Si vous disposez d'ouvrages ou d'articles de référence ou si vous connaissez des sites web de qualité traitant du thème abordé ici, merci de compléter l'article en donnant les références utiles à sa vérifiabilité et en les liant à la section « Notes et références ».
Théodore de Savoye est un juriste et professeur à l'Université de Liège, né à Ath le 10 avril 1817, mort à
Liège, le 19 mars 1885 .

## Biographie
Il fit ses études au collège de sa ville natale, et son droit à l'Université de Liège. Après un séjour à l'étranger, où il suivit des cours à Paris, à Heidelberg et à Berlin, il s'inscrivit au barreau de Bruxelles. Nommé substitut du procureur du roi à Tournai le 18 novembre 1843, il venait d'être transféré en la même qualité à Mons quand il fut appelé, sur la recommandation du recteur Nypels, à la chaire de droit civil à l'université de Liège (4 octobre 1850). Il y enseigna, jusqu'à sa mort, les principes du droit civil dans un cours
élémentaire à la candidature et un cours développé au doctorat. Son enseignement était clair et judicieux. Il avait toutes
les qualités de la méthode et de la doctrine d'Aubry et Rau, auxquels il se rattachait.
Théodore de Savoye n'a rien publié.